# Zbor Donskih kozakov
Zbor Donskih kozakov Sergej Žarov (rusko Хор донских казаков Сергея Жарова) je bil moški pevski zbor izgnanih kozakov, ki ga je leta 1921 ustanovil Sergej Žarov (fr. pisan tudi Serge Jaroff) in ga je skoraj šestdeset let tudi vodil.

## Zgodovina

### Ustanovitev
Po koncu državljanske vojne na jugu Rusije so rusko vojsko generala Wrangela in begunce novembra 1920 evakuirali v Carigrad, ki so ga takrat zasedli zavezniki. Za Donski kozaški korpus je bila za namestitev določena regija Chataldja, 80 kilometrov od Konstantinopla. Sedež korpusa je bil na železniški postaji Khadym-Kioy, enote v Sanjak-Tepe, Kabakje in Çilingir. V Çilingirju so Kozaki živeli v umazanih, mrzlih ovčjih stajah. Sergej Žarov je bil takrat v sestavi Gundorovskega Georgievskega polka. Zaradi ran, prejetih med državljansko vojno, pa tudi bolezni in epidemije kolere, je več kot sto Kozakov umrlo in so pokopani v Çilingirju. Za pomoč duhovščini med pogrebnim obredom je kozaški častnik Sergej Žarov ustanovil vojaški pevski zbor, ki je bil sprva pravzaprav cerkveni pevski zbor po dogovoru in 'repertoarju'. Neuradni datum nastanka je 19. december 1920, ko naj bi oblikovani "vojaški" pevski zbor sodeloval pri molitvi. Potem ko se je zbor kot del vojske preselil na grški otok Lemnos, je tudi ustanovljeni vojaški zbor začel koncertirati za lokalne Grke, da bi za plačilo za predstavo prejeli hrano, cigarete in nekaj denarja. Tamkajšnji koncerti na prostem so bili še posebej priljubljeni med domačini in predstavniki zaveznikov, zlasti Britancev. Hkrati z vojaškim zborom Sergeja Žarova je na otoku koncertiral tudi drugi zbor vojaške šole Ataman, ki ga je vodil kadet Nikolaj Kostrukov.
Kot del Donskega korpusa v drugi polovici leta 1921 se je zbor preselil v bolgarsko mesto Burgas, kjer je zbor začel peti v lokalni cerkvi. Ker je bila ta cerkev prerevna, da bi plačevala za zbor, so Kozaki opravljali različna druga dela, tudi v tovarni, kjer so izdelovali vžigalice. 

### Od Bolgarije do Dunaja
Ščasoma so šotore zamenjali za vojašnice v Sofiji, ki jih je zagotovilo obrambno ministrstvo. Dobiček na pogosto improviziranih koncertih je bil približno 2 USD - (približno 8 takratnih nemških mark). Kljub temu je bil prvi nastop 23. junija 1923 v stolnici Aleksandra Nevskega v Sofiji odličen za moralo.
Sledila je ponudba tovarne v francoskem mestu Montargis. Žena tovarnarja je bila Rusinja in ker je tovarna že imela pihalno godbo, so razmišljali tudi o tem, da bi imeli zbor. Žal je pevski zbor na Dunaju ogrozilo pomanjkanje sredstev.
Na pomoč je prišel predstavnik Društva narodov, ki se je zanimal za zbor. Pevce je pripeljal v stik z direktorjem koncertne agencije. Na avdiciji v režiserski pisarni so pevci presegli vsa pričakovanja - in sprejeta je bila zgodovinska odločitev: ponudba koncerta v dunajskem Hofburgu 4. julija 1923. Koncert je zelo uspel in režiser je napovedal, da bo sledilo še veliko koncertov. Dejansko je na koncu izvedel več kot 10.000 koncertov.
Zbor je leta 1926 gostoval po Avstraliji in za seboj pustil vodilnega tenorista Savvo Kamarallija (Савва Камаралли), ki se je tam odločil urediti svoj dom.

### Državljanstvo ZDA
V ZDA so prvič odpotovali leta 1930, kjer so na skupni slovesnosti leta 1936 prejeli ameriško državljanstvo. Ko se je bližala druga svetovna vojna, je zbor našel nov dom v ZDA in Sol Hurok je postal upravitelj zbora.
Leta 1926 je bil iz skupine Nikolaja Kostrukova  ustanovljen donski kozaški zbor, od takrat pa že več kot 60 let obstajata dva Donska kozaška zbora: Sergej Žarov in Nikolaj Kostrukov. Oba zbora sta gostovala po vsem svetu, zborovodje pa so se pogosto selili iz enega zbora v drugega in nazaj. Tudi repertoarji so bili podobni in so vsebovali cerkvene, ljudske in vojaške pesmi.

### Otto Hofner
Priznani impresario Sol Yurok je deloval kot menedžer. Ta odgovornost je nato prešla v roke Clare Ebner v Nemčiji, ki jo je leta 1953 nadomestil koncertni direktorat Colleen iz Hamburga, leta 1960 pa je zbor prevzel Otto Hofner iz Kölna. Hofner in Žarov sta sčasoma postala dobra prijatelja. Po zadnji seriji koncertov v Ameriki 20. marca 1981 je Sergej Žarov. Otto Hofner je režiral tudi tri celovečerne filme in šest TV-filmov. Zadnja turneja pod vodstvom Sergeja Žarova je bila leta 1979, čeprav je kot vodja zbora nadaljeval do leta 1981. Žarov je dal dovoljenje za turnejo pod vodstvom Georgea Markitisa. V tistem trenutku pa Hofner ni hotel več.

### Mihail Minski
Leta 1985 je Otto Hofner iskal stik z Mihailom Minskim, ki je bil dolgo solist Sergeja Žarova. Minski je bil v stiku z Žarovom in zborom od leta 1948. Imel je mednarodno priznan sloves baritonskega solista in dirigenta zbora. Dolgo časa je pod Žarovom aktivno sodeloval pri zagotavljanju, da zbor ohranja in nadaljuje svoje tradicije. Po želji Žarova je Otto Hofner organiziral turnejo z Nikolajem Geddo  (Nicolai Gedda) kot gostujočim solistom. Turneja je bila uspešna, a ker Nikolaj Gedda ni hotel več nastopiti vsak dan in je Mihail Minski zbolel, je bil Otto Hofner končno prisiljen odnehati.

### Wanja Hlibka
Nato je vajeti v svoje roke vzel najmlajši solist zbora Vanja Hlibka skupaj z Georgijem Timčenkom. Leta 2001 so od Otta Hofnerja prejeli pravice do zbora. In še danes imajo koncerte na največjih svetovnih odrih.

## Vokalni slog
Zbor Donskih kozakov je bil znan po kvaliteti tenorjev in baritonov ter po globini in resonanci nizkih basov. Vsak član tega zbora je bil in je treniran na klasičen ali operni način. Pevci lahko dosežejo samo moč brez uporabe ozvočenja. Tudi glasovi imajo različne timbre za različne glasnosti. v klavirskem razponu pevci brundajo v mezzo klavirju v mezzo forte, pevci preidejo iz lahkega pevskega glasu v bolj globoko zveneč glas, vendar z briljantnostjo. Pri petju forte dosežemo čisti operni bas bariton in tenor z izjemno glasnostjo in svetlostjo glasu. Izjemna lastnost so tenorji, ki pojejo v sopranu, druga značilnost tega zbora pa je, da poje v enoglasno. Glasovi imajo zelo dobro ravnovesje med vsemi pevci.
Sergej Žarov je izstopal po načinu vodenja, tako kot tudi več njegovih ruskih sodobnikov. Bil je nizek, poleg tega pa je stal pred zborom in se skoraj ni gibal. Dirigiral je le z gibanjem glave, oči in prstov. Če so na odru izvajali kozaški ples, je Žarov vodil le prve ukrepe, nato pa je zbor prepustil sam sebi. O Sergeju Žarovu pišejo, da je svoje pevce uporabljal kot ključe orgel. To je zelo dobro prikazano v nedavno izdanem filmu.

## Izbrana diskografija in videografija
Sergej Žarov
- Don Cossacks Choir, Early LP, Columbia 33 SX 1008 (september 1953)
- Don Cossack Choir Serge Jaroff, DVD. Brilliant Classics 8892 (2007)
- Don Cossack Choir Serge Jaroff, DVD. SLAVA! nr. 2013 (2012)
- Vierzig Don Kosaken erobern die Welt, Don Kosaken Chor Serge Jaroff 1921-2015 ISBN 9789081956895